# Nicergolină

Nicergolină

Nicergolina este un alcaloid obținut din cornul secarei  (Claviceps purpurea) a cărui moleculă este alcătuită dintr-un nucleu de acid lisergic hidrogenat și acid nicotinic.
Datorită înrudirii structurale cu dihidroalcaloizii din cornul secarei, nicergolina are aceleași indicații terapeutice și  proprietăți farmacologice asemănătoare cu cele ale dihidroergotoxinei, inducând vasodilatație, creșterea volumului sangvin și stimularea metabolismului la nivel cerebral și creșterea circulației în mușchi. Efectul vasodilatator se datorește blocării alfa-adrenergice și relaxării directe a musculaturii netede vasculare.
Nicergolina este disponibilă sub formă de comprimate pentru administrare orală sau sub formă de publbere pentru preparea de soluție injectabilă.
Se administrează pe cale orală, inițial 10 mg de trei ori pe zi, apoi ca tratament de întreținere 5 mg de trei ori pe zi. La nevoie se poate administra și injectabil pe cale musculară, în doze de 2-4 mg de 1-2 ori pe zi sau ca perfuzie intravenoasă lentă, în doze de 4-8 mg în 250 ml soluție salină izotonă.
Reacțiile adverse pot consta în: senzație de căldură, amețeli, hipotensiune arterială ortostatică, somnolență și, rareori, intoleranță gastrică.
Este contraindicată bolnavilor cu hipotensiune arterială sau celor cu hemoragii acute.